# Herlev Rebels
Gli Herlev Rebels sono una squadra di football americano di Herlev, in Danimarca, fondata nel 1990.

## Dettaglio stagioni

### Tornei nazionali

#### Campionato

##### Nationalligaen
| Stagione | regular season | regular season | regular season | regular season | regular season | regular season | playoff | playoff | playoff | playoff | playoff | playoff        | playoff               |
|          | Vin            | Par            | Per            | Tot            | PF             | PS             | Vin     | Per     | Tot     | PF      | PS      | risultato      | avversaria            |
| -------- | -------------- | -------------- | -------------- | -------------- | -------------- | -------------- | ------- | ------- | ------- | ------- | ------- | -------------- | --------------------- |
| 1999     | 2              | 0              | 4              | 6              | 164            | 126            | -       | -       | -       | -       | -       | -              | -                     |
| 2009     | 5              | 0              | 5              | 10             | 237            | 201            | 0       | 1       | 1       | 9       | 42      | Semifinale     | Triangle Razorbacks   |
| 2010     | 1              | 0              | 9              | 10             | 116            | 274            | -       | -       | -       | -       | -       | -              | -                     |
| 2011     | 6              | 0              | 4              | 10             | 311            | 228            | 1       | 1       | 2       | 20      | 52      | Semifinale     | Søllerød Gold Diggers |
| 2012     | 8              | 0              | 2              | 10             | 229            | 145            | 1       | 1       | 2       | 46      | 55      | Semifinale     | Triangle Razorbacks   |
| 2013     | 5              | 0              | 5              | 10             | 341            | 266            | 0       | 1       | 1       | 23      | 35      | Wild Card      | Aarhus Tigers         |
| 2014     | 5              | 0              | 5              | 10             | 200            | 213            | 0       | 1       | 1       | 0       | 27      | Wild Card      | Søllerød Gold Diggers |
| 2015     | 3              | 0              | 7              | 10             | 103            | 285            | 0       | 1       | 1       | 0       | 30      | Wild Card      | Copenhagen Towers     |
| 2016     | 2              | 0              | 8              | 10             | 147            | 350            | 1       | 0       | 1       | 50      | 0       | Non retrocessi | Holstebro Dragons     |
| 2017     | 3              | 0              | 7              | 10             | 209            | 403            | 0       | 1       | 1       | 7       | 53      | Wild Card      | Triangle Razorbacks   |
| Totale   | 40             | 0              | 56             | 96             | 2057           | 2491           | 3       | 7       | 10      | 155     | 294     |                |                       |

Fonti: Enciclopedia del Football - A cura di Massimo Mezzetti

##### 1. division
| Stagione | regular season | regular season | regular season | regular season | regular season | regular season | playoff | playoff | playoff | playoff | playoff | playoff           | playoff            |
|          | Vin            | Par            | Per            | Tot            | PF             | PS             | Vin     | Per     | Tot     | PF      | PS      | risultato         | avversaria         |
| -------- | -------------- | -------------- | -------------- | -------------- | -------------- | -------------- | ------- | ------- | ------- | ------- | ------- | ----------------- | ------------------ |
| 2019     | 0              | 0              | 9              | 9              | 30             | 370            | -       | -       | -       | -       | -       | -                 | -                  |
| 2020     | 1              | 0              | 2              | 3              | 62             | 36             | -       | -       | -       | -       | -       | [ 1 ]             | -                  |
| 2021     | 6              | 0              | 0              | 6              | 270            | 81             | 1       | 1       | 2       | 26      | 65      | Finale            | Aarhus Tigers      |
| 2022     | 5              | 0              | 2              | 7              | 256            | 185            | 1       | 1       | 2       | 43      | 70      | 1. divisions Bowl | Aarhus Tigers      |
| 2023     | 6              | 0              | 2              | 8              | 251            | 114            | 2       | 0       | 2       | 69      | 41      | Campioni          | Frederikssund Oaks |
| Totale   | 18             | 0              | 15             | 33             | 869            | 786            | 4       | 2       | 6       | 138     | 176     |                   |                    |

Fonti: Enciclopedia del Football - A cura di Massimo Mezzetti

##### 2. division
| Stagione | regular season | regular season | regular season | regular season | regular season | regular season | playoff | playoff | playoff | playoff | playoff | playoff   | playoff            |
|          | Vin            | Par            | Per            | Tot            | PF             | PS             | Vin     | Per     | Tot     | PF      | PS      | risultato | avversaria         |
| -------- | -------------- | -------------- | -------------- | -------------- | -------------- | -------------- | ------- | ------- | ------- | ------- | ------- | --------- | ------------------ |
| 2018     | 2              | 0              | 2              | 4              | 94             | 60             | 0       | 1       | 1       | 0       | 36      | Finale    | Ørestaden Spartans |
| Totale   | 2              | 0              | 2              | 4              | 94             | 60             | 0       | 1       | 1       | 0       | 36      |           |                    |

Fonti: Enciclopedia del Football - A cura di Massimo Mezzetti

##### Danmarksserien
| Stagione | regular season | regular season | regular season | regular season | regular season | regular season | playoff | playoff | playoff | playoff | playoff | playoff    | playoff            |
|          | Vin            | Par            | Per            | Tot            | PF             | PS             | Vin     | Per     | Tot     | PF      | PS      | risultato  | avversaria         |
| -------- | -------------- | -------------- | -------------- | -------------- | -------------- | -------------- | ------- | ------- | ------- | ------- | ------- | ---------- | ------------------ |
| 2012     | 1              | 0              | 9              | 10             | 134            | 360            | -       | -       | -       | -       | -       | -          | -                  |
| 2013     | 4              | 0              | 6              | 10             | 228            | 259            | -       | -       | -       | -       | -       | -          | -                  |
| 2014     | 5              | 0              | 5              | 10             | 268            | 248            | -       | -       | -       | -       | -       | -          | -                  |
| 2015     | 6              | 0              | 4              | 10             | 328            | 119            | 1       | 1       | 2       | 48      | 30      | Semifinale | Frederikssund Oaks |
| 2016     | 0              | 0              | 10             | 10             | 0              | 500            | -       | -       | -       | -       | -       | -          | -                  |
| Totale   | 16             | 0              | 34             | 50             | 958            | 1486           | 1       | 1       | 2       | 48      | 30      |            |                    |

Fonti: Enciclopedia del Football - A cura di Massimo Mezzetti

### Riepilogo fasi finali disputate
| Anno              | Luogo         | Evento         | Fase del torneo   | Incontro                              | Risultato |
| 19 settembre 2009 |               | Nationalligaen | Semifinale        | Triangle Razorbacks - Herlev Rebels   | 42 - 9    |
| 24 settembre 2011 |               | Nationalligaen | Semifinale        | Søllerød Gold Diggers - Herlev Rebels | 52 - 6    |
| 22 settembre 2012 | Vejle         | Nationalligaen | Semifinale        | Triangle Razorbacks - Herlev Rebels   | 37 - 11   |
| 22 settembre 2013 | Viby J        | Nationalligaen | Wild Card         | Aarhus Tigers - Herlev Rebels         | 35 - 23   |
| 21 settembre 2014 | Nærum         | Nationalligaen | Wild Card         | Søllerød Gold Diggers - Herlev Rebels | 27 - 0    |
| 20 settembre 2015 | Gentofte      | Nationalligaen | Wild Card         | Copenhagen Towers - Herlev Rebels     | 30 - 0    |
| 26 settembre 2015 | Frederikssund | Danmarksserien | Semifinale        | Frederikssund Oaks - Herlev Rebels II | 18 - 0    |
| 1º ottobre 2016   | Herlev        | Nationalligaen | Playout           | Herlev Rebels - Holstebro Dragons     | 50 - 0    |
| 16 settembre 2017 | Vejle         | Nationalligaen | Wild Card         | Triangle Razorbacks - Herlev Rebels   | 53 - 7    |
| 7 ottobre 2018    | Copenaghen    | 2. division    | Finale            | Ørestaden Spartans - Herlev Rebels    | 36 - 0    |
| 10 ottobre 2021   | Viby J        | 1. division    | Finale            | Aarhus Tigers - Herlev Rebels         | 58 - 14   |
| 25 settembre 2022 | Viby J        | 1. division    | 1. divisions Bowl | Aarhus Tigers - Herlev Rebels         | 50 - 21   |
| 8 ottobre 2023    | Frederikssund | 1. division    | 1. divisions Bowl | Frederikssund Oaks - Herlev Rebels    | 27 - 28   |

## Palmarès
- 1 1. divisions Bowl (2023)
- 12 Junior Bowl (1994-1997, 2002-2008, 2014)